# 25607 Tsengiching
25607 Tsengiching (tên chỉ định: 2000 AN10) là một tiểu hành tinh vành đai chính. Nó được phát hiện bởi dự án Nghiên cứu tiểu hành tinh gần Trái Đất Lincoln ở Socorro, New Mexico, ngày 3 tháng 1 năm 2000. Nó được đặt theo tên Tseng I-Ching, a Taiwanese high school student whose microbiology project won first place ở the 2009 Giải thưởng Khoa học và Kỹ thuật Intel.